# フェネロン・プレイス・エレベーター
フェネロン・プレイス・エレベーター (英語: Fenelon Place Elevator) はアメリカ合衆国アイオワ州ダビュークにあるケーブルカー。世界一短く急勾配の鉄道として知られる。
1978年にアメリカ合衆国国家歴史登録財に登録された。 1985年にはカテドラル歴史地区構成資産として、2015年にはフェネロン・プレイス住宅歴史地区の構成資産として登録された。
軌間は3フィートの狭軌。

## 歴史

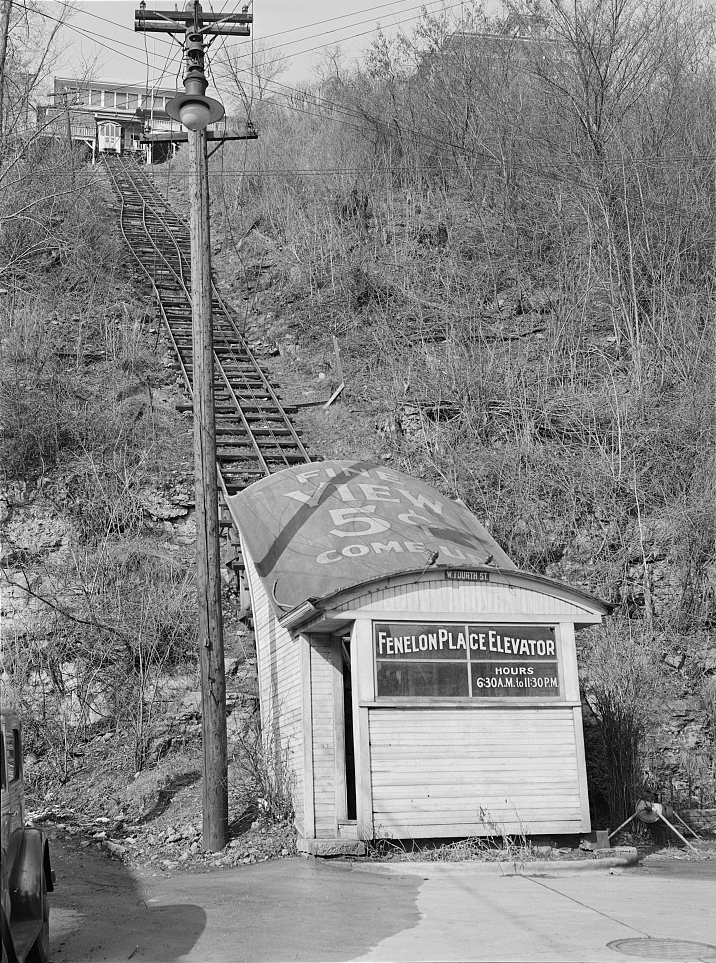
1940年の写真

1882年に地元の銀行家で元州上院議員のJ.K.グレーブスの個人使用目的で建設された。グレーブスは崖の上にある自宅と崖の下にある勤務先の銀行をつなぐ手段にした。1884年に1回5セントの料金で一般公開された。その後、火災を経て、1893年にインクライン（貨物用ケーブルカー）の跡地に現在の設備が建設された。1893年の建設に合わせて、近所の10軒から250ドルずつ出資を募り、「フェネロン・プレイス・エレベーター会社」が設立された。
1897年に出資者の一人トレウィンが頂上駅の隣に建物を作り、1912年に他の出資者がすべて死去したため単独オーナーとなった。トレウィンの死後は一族が経営した。1977年に全面改築された。

## 場所
この「エレベーター」の下の駅は、アイオワ州ダビューク西4番街にある。この辺りは東のミシシッピ川が削った一種の谷底平野であり、平野の西は崖になっている。上の駅はこの崖の上にあたるフェネロン・プレイス512番地にある。
上の駅には2つの展望台があり、ダビュークの下町を一望できる。ミシシッピ川の対岸はちょうどウィスコンシン州とイリノイ州の州境になっているため、両州を同時に見ることができる。

## 運用
行程は296フィート (90 m)、傾斜は41度、高低差は189フィート (57.6 m)。2台の車両が1本の線路を反対方向に進み、中間地点で車両がすれ違う仕組み。
運行期間は4月1日から11月30日まで。営業時間は午前8時から午後10時まで。2021年時点の料金は往復3ドルで、期間中は毎日運行。

## 世界最短
2008年に発行された「Los Angeles's Angels Flight」によると、1901年にロスアンゼルスにできた行程296フィート (90 m)の「エンジェルフライト」の建設者J. W. エディがエンジェルフライトを世界最短の鉄道と称したが、Los Angeles's Angels Flightはフェネロン・プレイス・エレベーターを世界最短の公共交通機関、世界最短の公共ケーブルカー、世界で最も急なケーブルカーとして紹介している。

## 画像

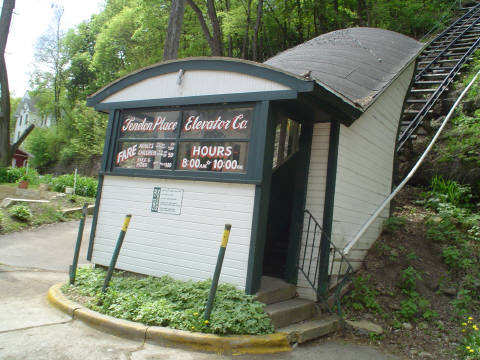
地上駅
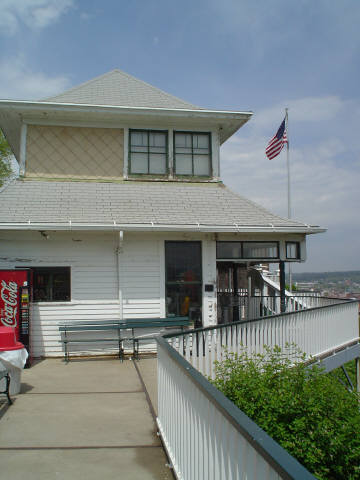
頂上駅。動力設備もこの中。
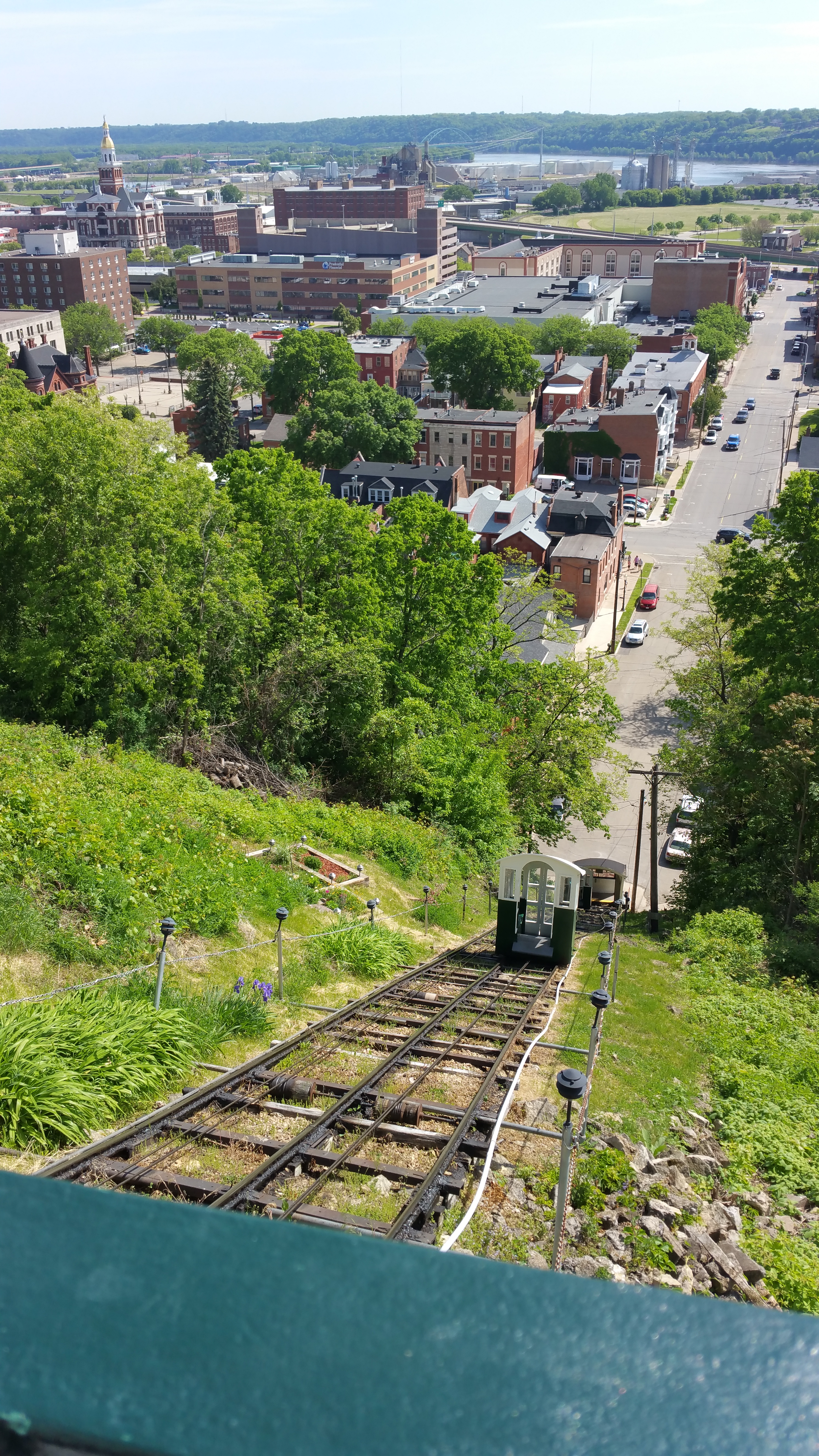
頂上駅からの景観
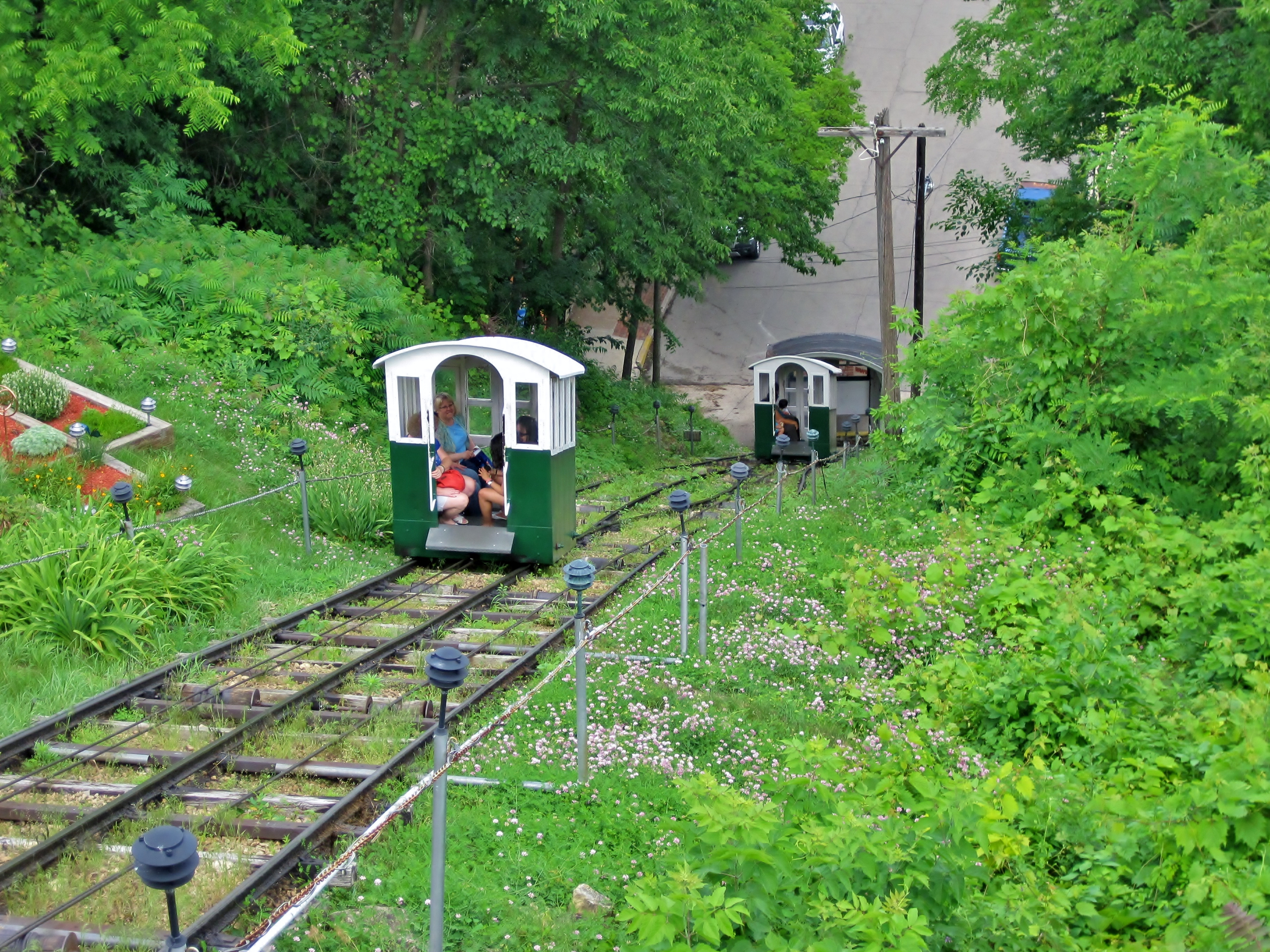
2両が擦れ違う様子
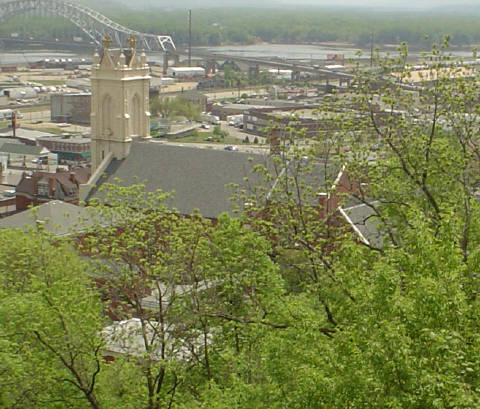
下町の眺望
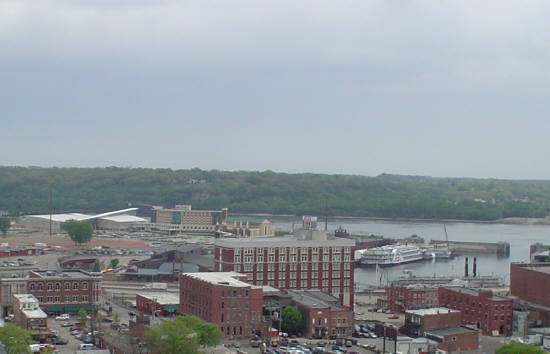
対岸の眺望